# Merkendorf (Bavière)
Merkendorf est une ville de Bavière (Allemagne), située dans l'arrondissement d'Ansbach et le district de Moyenne-Franconie.

## Géographie

Situation de Merkendorf (en rouge) dans l'arrondissement d'Ansbach

Merkendorf est située à la limite avec l'arrondissement de Weissenburg-Gunzenhausen, à 17,5 km au sud-est d'Ansbach, le chef-lieu de l'arrondissement.
Les communes limitrophes de Merkendorf (commençant par le nord et dans le sens des aiguilles d'une montre) : Lichtenau, Wolframs-Eschenbach, Muhr am See, Ornbau et Weidenbach.
Communes incorporées dans le territoire de Merkendorf au cours des réformes administratives des années 1970 et issues de l'ancien arrondissement de Gunzenhausen :
- 1971, Heglau (ancien arrondissement de Gunzenhausen)
- 1972, Gerbersdorf (ancien arrondissement de Gunzenhausen)
- 1978, Großbreitenbronn (ancien arrondissement de Feuchtwangen), Hirschlach, Neuses (ancien arrondissement de Gunzenhausen)

## Histoire

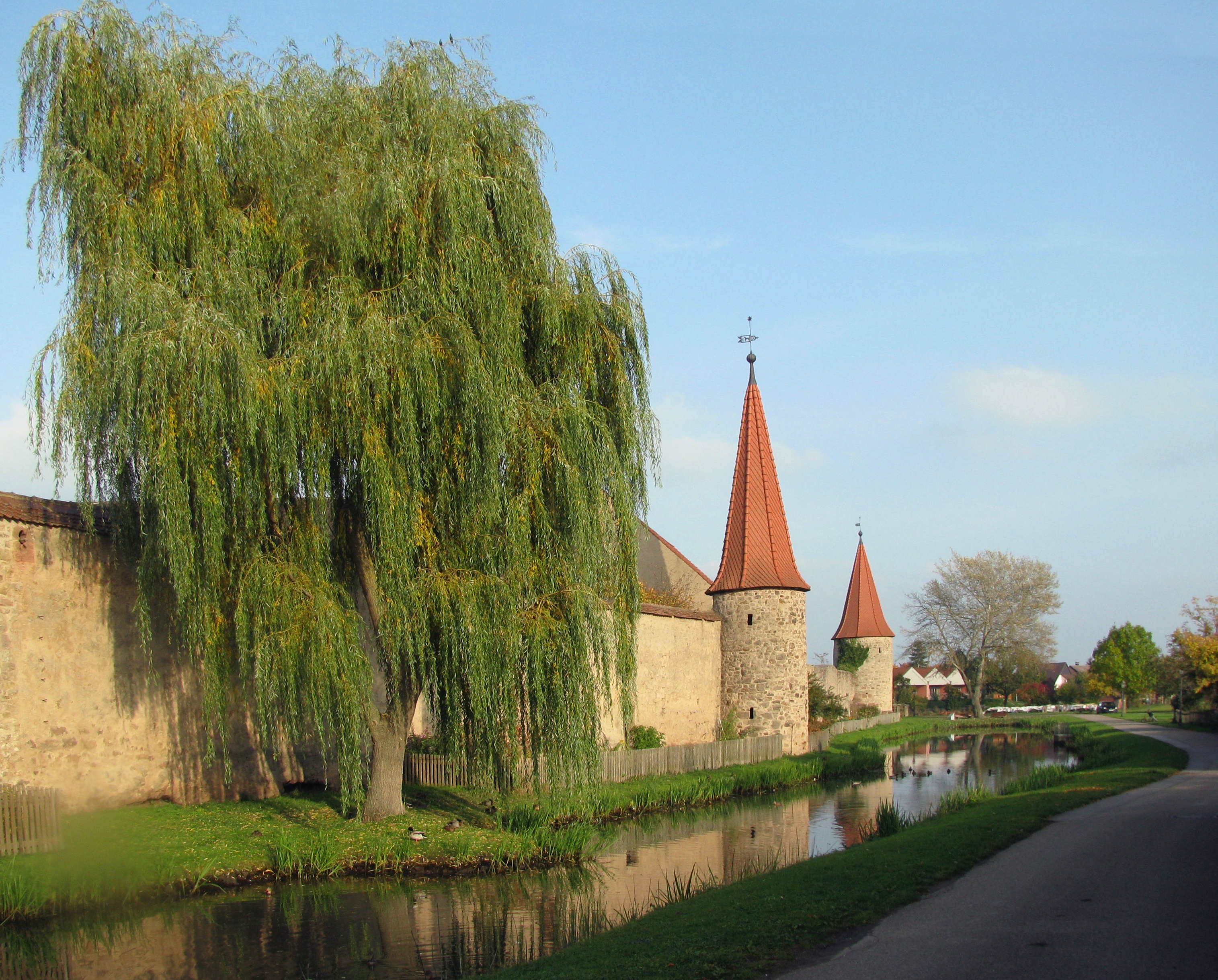
Les remparts de la ville

Merkendorf est mentionnée pour la première fois en 1249 mais c'est en 1398 qu'elle obtient de statut de ville et le droit de s'administrer elle-même.
En 1506, elle reçoit la visite de l'empereur Maximilien Ier du Saint-Empire. À la fin de la Guerre de Trente Ans, en 1648, la ville est incendiée par les troupes suédoises.
Merkendorf, qui fait partie de la principauté d'Ansbach, est incorporée au royaume de Prusse en 1791, puis à celui de Bavière en 1806, dans l'arrondissement de Gunzenhausen.
Le 18 avril 1945, lors de l'arrivée des troupes américaines, l'église est détruite dans un incendie.
Merkendorf fait partie des quelques communes détachées de l'arrondissement de Gunzenhausen en 1970et qui intègrent l'arrondissement d'Ansbach, elle perd à cette occasion son statut de ville, statut qu'elle récupèrera en 1980.

## Démographie
Ville de Merkendorf seule :
| 1910 | 1933 | 1939 |
| ---- | ---- | ---- |
| 830  | 813  | 758  |

Ville de Merkendorf dans ses limites actuelles :
| 1840  | 1871  | 1900  | 1910  | 1925  | 1933  | 1939  | 1950  | 1961  |
| ----- | ----- | ----- | ----- | ----- | ----- | ----- | ----- | ----- |
| 1 514 | 1 642 | 1 631 | 2 105 | 1 595 | 2 083 | 1 990 | 2 442 | 1 931 |

| 1970  | 1987  | 2000  | 2003  | 2006  | 2009  | - | - | - |
| ----- | ----- | ----- | ----- | ----- | ----- | - | - | - |
| 2 055 | 2 174 | 2 720 | 2 749 | 2 845 | 2 756 | - | - | - |

## Économie
La commune héberge le siège d'agriKomp, entreprise internationale spécialisée dans les technologies et les installations de méthanisation.

## Jumelages
La ville de Merkendorf entretient des liens d'amitié avec les autres localités portant le même nom :
- Merkendorf (Allemagne) en Thuringe, dans l'arrondissement de Greiz
- Merkendorf (Allemagne), un village de la commune d'Itzgrund, en Bavière, dans le district de Haute-Franconie et l'arrondissement de Cobourg
- Merkendorf (Allemagne), un village de la commune de Memmelsdorf, en Bavière, dans le district de Haute-Franconie et l'arrondissement de Bamberg
- Merkendorf (Allemagne), un village de la commune de Schashagen, dans l'arrondissement du Holstein-de-l'Est en Schleswig-Holstein
- Merkendorf (Autriche), en Styrie, dans le district de Südoststeiermark